# هالتسویل
هالتسویل، تگزاس(به انگلیسی: Hallettsville, Texas) شهری در ایالت تگزاس از ایالات جنوبی ایالات متحده آمریکا است. در سرشماری سال ۲۰۰۰، جمعیت این شهر ۲۳۴۵ نفر اعلام شد.